# Papinjärvi (sjö i Uleåborg, Norra Österbotten)
Papinjärvi är en sjö i Finland. Den ligger i kommunen Uleåborg i landskapet Norra Österbotten, i den centrala delen av landet, 500 km norr om huvudstaden Helsingfors. Papinjärvi ligger 9,4 meter över havet. Arean är 71,1 hektar och strandlinjen är 3,63 kilometer lång. Sjön  ingår i Bottenvikens kustområde. 